# Mwanza Mukombo
Mwanza Nel Mukombo (17 dicembre 1945 – 13 ottobre 2001) è stato un calciatore della Repubblica Democratica del Congo, di ruolo difensore.

## Carriera
Insieme alla Nazionale di calcio della Repubblica Democratica del Congo vinse la Coppa d'Africa 1974 e si qualificò e partecipò al campionato del mondo 1974. Tre volte consecutive finalista in Coppa dei Campioni d'Africa con il TP Mazembe (1968, 1969 e 1970), vince l'edizione del 1968.

## Palmarès

### Club

#### Competizioni nazionali
- Linafoot: 1

Mazembe: 1969

#### Competizioni internazionali
- Coppa dei Campioni d'Africa: 1

Mazembe: 1968

### Nazionale
- Coppa d'Africa: 1

1974